# Gmina Sulejów
Die Gmina Sulejów [su'lɛjuf] ist eine Stadt-und-Land-Gemeinde im Powiat Piotrkowski der Woiwodschaft Łódź in Polen. Ihr Sitz ist die gleichnamige Stadt mit etwa 6200 Einwohnern.

## Geographie
Die Gemeinde liegt im östlichen Teil der Woiwodschaft. Deren Hauptstadt Łódź liegt etwa 40 Kilometer nordwestlich. Die Gemeinde grenzt im Nordwesten an die Kreisstadt (Stadtgemeinde) Piotrków Trybunalski (Petrikau). Die weiteren Nachbargemeinden sind Wolbórz im Norden, Mniszków im Osten, Aleksandrów im Südosten, Ręczno im Süden sowie Rozprza im Südwesten.
Wichtigstes Fließgewässer ist die Pilica, deren Stausee Zalew Sulejowski sich teilweise auf Gemeindegebiet befindet. Ein Nebenfluss ist die 48 Kilometer lange Luciąża und deren Zuflüsse, wie die Strawa mi 20 Kilometer Länge.
Die Gemeinde hat eine Fläche von 188,2 km², von der 48 Prozent land- und 41 Prozent forstwirtschaftlich genutzt werden.

## Geschichte
Das heutige Gemeindegebiet gehörte, unterbrochen durch die deutsche Besatzungszeit im Zweiten Weltkrieg, von 1919 bis 1975 zur Woiwodschaft Łódź mit unterschiedlichem Zuschnitt. Sulejów erhielt am 1927 die in russischer Zeit aberkannten Stadtrechte zurück.
Die Landgemeinde Sulejów wurde zum 1. Januar 1973 aus verschiedenen Gromadas gebildet. Ihr Vorgänger war bis 1954 die Gmina Łęczno gewesen. Von 1975 bis 1998 gehörte das Gemeindegebiet zur Woiwodschaft Piotrków. Der Powiat wurde in dieser Zeit aufgelöst. Stadt- und Landgemeinde Sulejów wurden 1990/1991 zur Stadt-und-Land-Gemeinde zusammengelegt. Diese kam 1999 an die Woiwodschaft Łódź und den wieder gebildeten Powiat.

## Gliederung
Zur Stadt-und-Land-Gemeinde (gmina miejsko-wiejska) Sulejów mit 16.308 Einwohnern (Stand 31. Dezember 2020) gehören die Stadt selbst und 25 Dörfern mit Schulzenämtern (sołectwa):
- Barkowice
- Barkowice Mokre
- Biała
- Bilska Wola
- Bilska Wola-Kolonia
- Kałek
- Klementynów
- Kłudzice
- Koło
- Korytnica
- Krzewiny
- Kurnędz
- Łazy-Dąbrowa
- Łęczno
- Nowa Wieś
- Podlubień
- Poniatów
- Przygłów
- Uszczyn
- Witów
- Witów-Kolonia
- Włodzimierzów
- Wójtostwo
- Zalesice
- Zalesice-Kolonia

Weitere kleine Ortschaften der Gemeinde sind:
Adelinów
Dorotów
Karolinów
Łazy
Mikołajów
Piotrów
Podkałek
Salkowszczyzna
Winduga
Hinzu kommen Łazy-Kolonia sowie die Weiler Łazy und Łazy Wdowinów.

## Denkmalgeschützte Sehenswürdigkeiten
In Sulejów
- Neugotische Kirche St. Florian, erbaut 1901–1903
- Anlage des ehemaligen Zisterzienserklosters (12.–14., 18. Jahrhundert)
  - Romanische Klosterkirche St. Thomas, erbaut 1177–1232 eingeweiht
  - Kloster mit Kapitelsaal, Wirtschaftsgebäuden, Bastionen, Türmen, Mauer und Tor sowie Reste einer Mühle und des Gartens
- Kapelle von 1644
- Friedhofskapelle, 1811 erbaut

In Witów
- Holzkirche auf dem Friedhofskapelle, 1835 erbaut
- Anlage des ehemaligen Norbertinerklosters (erste Hälfte des 18. Jahrhunderts)
  - Klosterkirche, Kloster heute Pfarrhaus
  - Wehrturm mit Tor (Glockenturm), Küche, Getreidespeicher und Garten (Park).

## Verkehr
Die Landesstraße DK12 verläuft von der deutschen Grenze über Kalisz (Kalisch) und Piotrków Trybunalski im Westen über Radom und Lublin zur ukrainischen Grenze. Sie ist in der Gemeinde gleichzeitig als DK74 bezeichnet. In Sulejów zweigt sie ab und führt in zunächst südöstlicher Richtung über Kielce nach Zamość. Die zuvor in Przygłów abzweigende Woiwodschaftsstraße DW742 bedient den Süden der Gemeinde und führt über Przedbórz nach Nagłowice (Petrikau).
Der nächste Bahnhof ist der Fernverkehrshalt in der Kreisstadt Piotrków Trybunalski an der Bahnstrecke Warszawa–Katowice.
Der nächste internationale Flughafen ist Łódź.